# هلا مهتار
هلا مهتار گروهی از مسلمانان سنی مذهب ساکن راجستان هند هستند. هلا مهتار گروهی رفته گر هستند که مدعی هستند در گذشته دور از شبه جزیره عربستان به این مکان مهاجرت کرده‌اند. آنها به لهجه‌ای از زبان هندی به نام هادوتی سخن می‌گویند. بنابر اقوال تاریخی آنها در اصل عضو طبقه بهنگی هندوها بوده‌اند که به اسلام گرویده‌اند. اعضای هلا مهتار صرفاً با خود اعضای این گروه می‌توانند ازدواج کنند و ازدواج با خویشاوندان نزدیک بین آنها مرسوم است. شغل آنها به صورت سنتی رفته گری بوده است. تعداد زیادی از آنها توسط شهرداری‌ها برای همین کار به استخدام در آمده‌اند. این گروه سنی مذهب هستند ولی باورهای محلی و قومی خود را دارا هستند.